# Titularbistum Metelis
Metelis ist ein Titularbistum der römisch-katholischen Kirche.
Es geht zurück auf einen ehemaligen Bischofssitz in der gleichnamigen antiken Stadt in der römischen Provinz Aegyptus bzw. Aegyptus Iovia im westlichen Nildelta. Er gehörte der Kirchenprovinz Alexandria an.
| Titularbischöfe von Metelis |                          |                                                                                                   |                  |                 |
| Nr.                         | Name                     | Amt                                                                                               | von              | bis             |
| 1                           | Luigi Santa IMC          | Apostolischer Vikar von Gimma (Kaiserreich Abessinien) Weihbischof in Rimini (Königreich Italien) | 15. März 1937    | 17. Juli 1945   |
| 2                           | John Patrick Treacy      | Koadjutorbischof von La Crosse (USA)                                                              | 21. August 1945  | 25. August 1948 |
| 3                           | Joseph Francis Flannelly | Weihbischof in New York (USA)                                                                     | 9. November 1948 | 23. Mai 1973    |